# North Kelsey
North Kelsey est une paroisse civile et un village du Lincolnshire, en Angleterre.